# Clavier, Liège

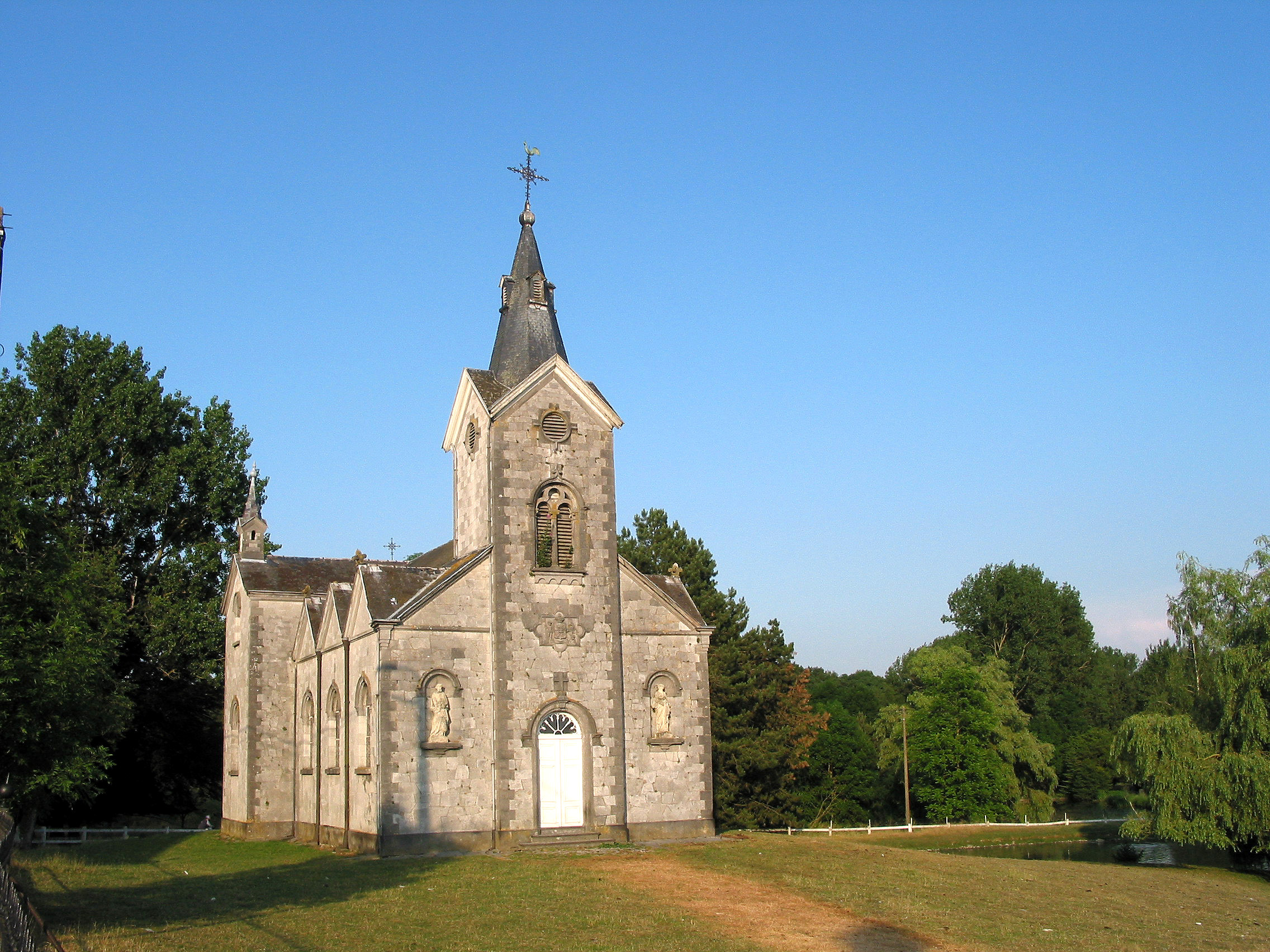
Nhà nguyên St. Hubert (1867).

Clavierlà một đô thị ở tỉnh Liège. Tại thời điểm ngày 1 tháng 1 năm, 2006, Clavier có dân số 4.172 người. Tổng diện tích là 79,12 km² với mật độ dân số là khoảng 53 người trên mỗi km².